# 鄭觀 (天順進士)
鄭觀，字建中，福建福州府闽县人，明朝政治人物、進士出身。郑垣之子。
天顺六年，福建壬午乡试中舉。天顺八年，登甲申科會試中進士，后升任户部郎中，后胜任湖广左参议。